# Charlotte Clementine von Itzenplitz

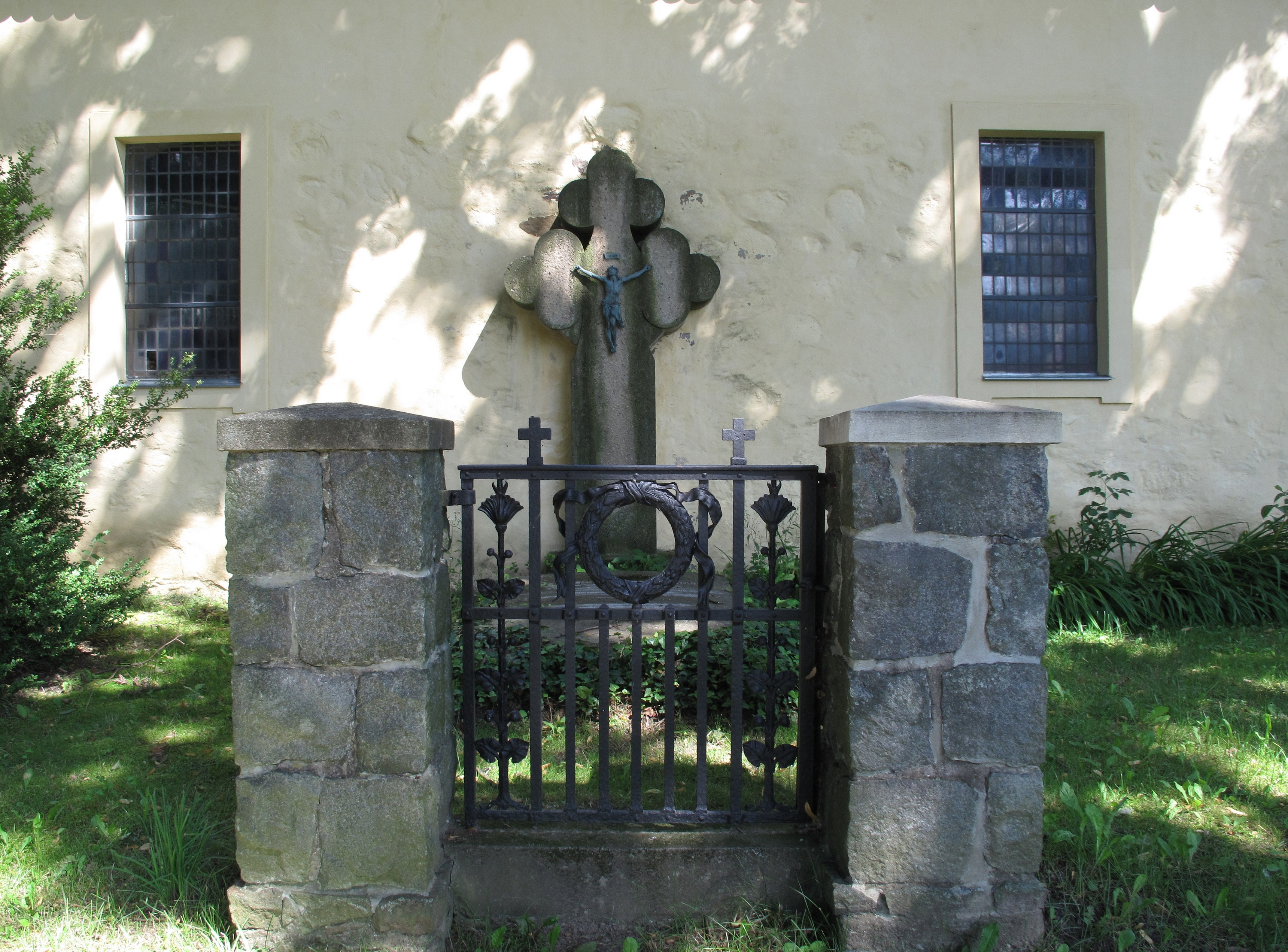
Denkmalgeschützte Grabstätte an der Feldsteinkirche Pritzhagen

Gräfin Charlotte Clementine Editha von Itzenplitz (meist Charlotte Gräfin von Itzenplitz; * 8. August 1835; † 30. Juni 1921) aus dem märkischen Adelsgeschlecht von Itzenplitz war Verwalterin auf den Brandenburger Gütern Bollersdorf und Pritzhagen, Vorsitzende des Vaterländischen Frauenvereins, Kapitelsdame des Louisenordens und Ehrenstiftsdame zu Heiligengrabe.

## Leben
Charlotte von Itzenplitz war die Tochter von Luise Freiin von Sierstorpff (1811–1848) (Haus Sierstorpff, Driburg) und von Heinrich Friedrich von Itzenplitz, preußischer Minister, Naturwissenschaftler und Jurist sowie Gutsherr auf Kunersdorf und Erbe der Herrschaft Friedland, die aus dem 1540/46 säkularisierten Zisterzienserinnen-Kloster Friedland hervorgegangen war.
Nachdem der Vater den Besitz an Charlottes Schwester Louise Gabriele Marie vererbt hatte, verwaltete Charlotte seit 1883 die in der Märkischen Schweiz gelegenen Teilgüter in Bollersdorf und Pritzhagen mit dem Wohnplatz Tornow. Mit dem Verkauf der Besitzungen an Louises Neffen 1908, den Rittmeister Wilhelm von Oppen, endete Charlottes Gutsverwaltung.
1866 gründete die preußische Königin und spätere Kaiserin Augusta den Vaterländischen Frauenverein zur Pflege und Hilfe für Verwundete im Kriege, einen der Vorläufer des Roten Kreuzes. Zur ersten Vorsitzenden ernannte die Königin Charlottes Schwester Louise Gabriele Marie (1839–1901), die am 21. Mai 1867 den preußischen Generalleutnant und Kommandanten von Breslau Karl von Oppen (* 2. April 1824; † 9. Mai 1896) heiratete. Daraufhin löste Charlotte ihre Schwester im Vorsitz ab und führte den Verein ein halbes Jahrhundert von 1867 bis 1916. Unter dem Namen Charlotte Gräfin von Itzenplitz veröffentlichte sie 1917 das 1683 Seiten umfassende Handbuch des Vaterländischen Frauen-Vereins.
Charlotte von Itzenplitz war zudem Kapitelsdame des Louisenordens, des höchsten Damenordens des Königreiches Preußen. Den Orden hatte König Friedrich Wilhelm III. am 3. August 1814 während der Freiheitskriege gegen Napoleon I. als Andenken an seine 1810 verstorbene Gemahlin Königin Luise gestiftet. Mit dem auf 100 Trägerinnen beschränkten Orden wurden insbesondere Frauen ausgezeichnet, die sich durch die Pflege und Hilfe von Verwundeten im Krieg verdient gemacht hatten. Seit 1862 war sie Ehrenstiftsdame des Klosters Stift zum Heiligengrabe.
Das Erbe von Kunersdorf erhielt ihre jüngste Schwester Marianne Gräfin Itzenplitz (1853–1929), sie war mit dem Kammerherrn und Zeremonienmeister Friedrich von Oppen (1929) vermählt.

## Grabstätte

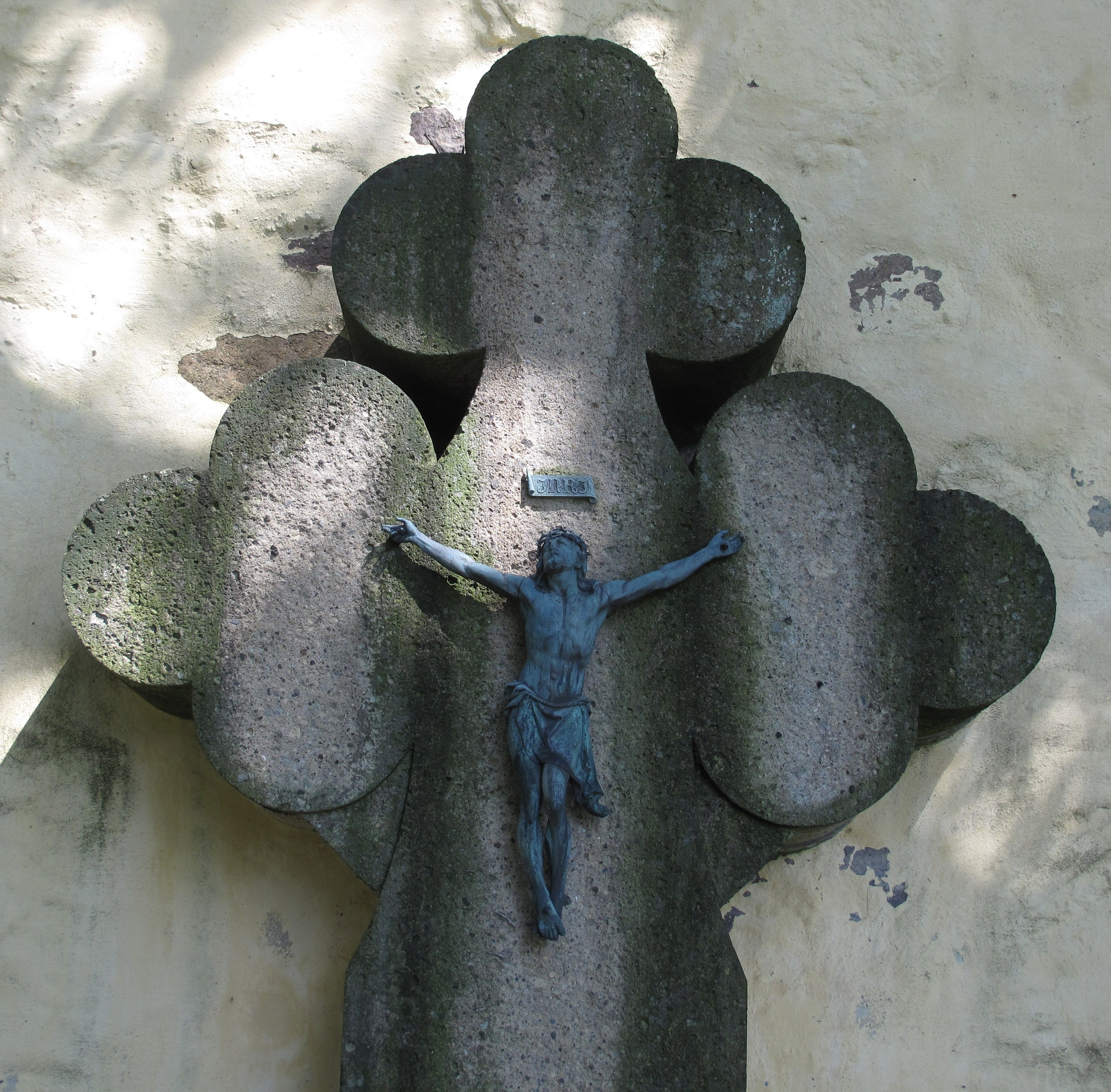
Grabkreuz

Während die – wie Theodor Fontane sie nannte – Itzenplitze überwiegend im Erbbegräbnis der Familie von Lestwitz-Itzenplitz in Kunersdorf bestattet sind, befindet sich die denkmalgeschützte Grabstätte von Charlotte Gräfin von Itzenplitz direkt an der südlichen Außenmauer der Pritzhagener Feldsteinkirche. Der Text auf der Grabplatte lautet (unter Vorbehalt, soweit leserlich):

„Gräfin Charlotte von Itzenplitz

* 8. August 1835, † 30. Juni 1921

Ehrenstiftsdame zu Heiligengrabe

Vorsitzende des Vaterländischen Frauenvereins 1868–1916

Kapitelsdame des Luisenordens

Herrin auf Bollersdorf und Pritzhagen 1883–1909
Ich habe einen guten Kampf geführt

ich hab den Lauf vollendet

ich habe Glauben gehalten

hinfort ist mir beigelegt die Krone der Gerechtigkeit“

Der Grabspruch der letzten vier Zeilen wurde nach einem Wort des Paulus an Timotheus (2 Tim 4, 7-8) gewählt.

## Werke
- Handbuch des Vaterländischen Frauen-Vereins. 2. bericht. u. erw. Auflage. Jubiläums-Ausgabe. Carl Heymanns Verlag, Berlin 1917. DNB 580904318